# Odontogomphus donnellyi
Odontogomphus donnellyi – gatunek ważki z rodziny gadziogłówkowatych (Gomphidae); jedyny przedstawiciel rodzaju Odontogomphus. Występuje endemicznie w północno-wschodniej Australii.